# Hemiscylliidae
Hemiscylliidae – rodzina ryb chrzęstnoszkieletowych z rzędu dywanokształtnych (Orectolobiformes). Poławiane jako ryby konsumpcyjne.

## Zasięg występowania
Gorące wody zachodniego Oceanu Spokojnego i Ocean Indyjski – od Madagaskaru po Japonię i Australię – nad szelfem, zwykle do 100 m od wybrzeży.

## Cechy charakterystyczne
Ciało długie, cylindryczne. Dwie płetwy grzbietowe bez kolców. Płetwa odbytowa obecna. Czwarta i piąta szczelina skrzelowa zachodzą na nasadę płetwy piersiowej. Wąsiki krótkie. Tryskawki duże. 151–192 kręgów.
Osiągają maksymalnie 1 m długości (u Chiloscyllium punctatum i Hemiscyllium ocellatum).

## Klasyfikacja
Rodzaje zaliczane do tej rodziny:
- Chiloscyllium Müller & Henle, 1837
- Hemiscyllium Müller & Henle, 1838